# 工会联合会列表
这是一个工会联合会列表，列出国际性工会联合会（包括世界性工会联合会和区域性工会联合会）和全国性工会联合会。国际性工会联合会是特定行业或部门的国际联合组织（例如全球工会联合会）和由各国全国性工会联合会组成的国际组织（例如国际工会联合会）；1945年成立的世界工会联合会是历史最悠久的世界性工会联合会，2006年成立的国际工会联合会是目前最大的世界性工会联合会。全国性工会联合会（也被称作全国工会中心）由多个工会组成，并且大多在国家层面运作。

## 世界性工会联合会

### 全球工会理事会
全球工会理事会由10个全球工会联合会（它们由国家级行业工会组成）、最大的全国工会中心国际联合会（国际工会联合会）以及经济合作与发展组织的工会机构（经合组织工会咨询委员会）组成。
- 建筑和木工国际（英语：Building and Wood Workers' International）
- 教育国际（英语：Education International）
- IndustriALL全球联盟（英语：IndustriALL Global Union）
- 国际艺术和娱乐联盟（英语：International Arts and Entertainment Alliance）
- 国际记者联盟
- 国际工会联合会
- 国际运输工人联合会（英语：International Transport Workers' Federation）
- 食品、农业、酒店、饭店、餐饮、烟草和相关工人协会国际联盟（英语：International Union of Food, Agricultural, Hotel, Restaurant, Catering, Tobacco and Allied Workers' Associations）
- 公共服务国际（英语：Public Services International）
- 经合组织工会咨询委员会（英语：Trade Union Advisory Committee to the OECD）
- 农业、林业和种植园工人工会国际（英语：Trade Union International of Agricultural, Forestry and Plantation Workers）
- UNI全球联盟

### 其他世界性工会联合会
- 作家协会国际联系（英语：International Affiliation of Writers Guilds）
- 国际工人协会
- 世界工会联合会
- 工人世界组织（英语：World Organization of Workers）

## 区域性工会联合会

### 非洲
- 东非工会联盟
- ITUC非洲区域组织（英语：ITUC-Africa）
- 非洲工会团结组织（英语：Organisation of African Trade Union Unity）
- 西非工会组织（英语：Organisation of Trade Unions of West Africa）

### 亚洲
- 南亚区域工会理事会（英语：South Asian Regional Trade Union Council）
- ITUC亚洲和太平洋区域组织（英语：ITUC-Asia Pacific）

### 欧洲
- 北欧工会理事会（英语：Council of Nordic Trade Unions）
- 欧洲骨干（英语：Eurocadres）
- 欧洲工会联盟（英语：European Trade Union Confederation）
- 欧洲独立工会联盟（英语：European Confederation of Independent Trade Unions）
- 欧洲公共服务工会联合会（英语：European Federation of Public Service Unions）
- 工会总联盟（英语：General Confederation of Trade Unions）

### 美洲
- 加勒比劳工大会（英语：Caribbean Congress of Labour）
- 美洲工会联盟（英语：Trade Union Confederation of the Americas）

### 中东
- 阿拉伯工会国际联盟（英语：International Confederation of Arab Trade Unions）

## 全国性工会联合会
- 阿尔及利亚 阿尔及利亚工人总联盟（英语：General Union of Algerian Workers）
- 安哥拉 安哥拉独立和自由工会总中心（英语：General Centre of Independent and Free Unions of Angola）
- 阿根廷 总工会、阿根廷工人中央联盟（英语：Argentine Workers' Central Union）
- 澳大利亚工会理事会
- 奥地利 奥地利工会联合会（英语：Austrian Trade Union Federation）
- 阿尔巴尼亚 工会联盟（英语：Confederation of Trade Unions (Albania)）、联合独立阿尔巴尼亚工会（英语：United Independent Albanian Trade Unions）
- 阿塞拜疆工会联盟（英语：Azerbaijan Trade Unions Confederation）
- 巴哈马 巴哈马国工会大会（英语：Commonwealth of the Bahamas Trade Union Congress）、工会全国大会（英语：National Congress of Trade Unions）
- 工人和雇员联合阵线（英语：Sramik Karmachari Oikya Parishad）、孟加拉国服装工人团结理事会（英语：Bangladesh Garments Workers Unity Council）、全国工人教育协调委员会（英语：National Coordination Committee for Workers' Education）
- 巴巴多斯工会和职工协会大会（英语：Congress of Trade Unions and Staff Associations of Barbados）
- 比利时 比利时自由工会总联盟（英语：General Confederation of Liberal Trade Unions of Belgium）、基督教工会联盟（英语：Confederation of Christian Trade Unions）、比利时总劳工联合会
- 伯利兹全国工会大会（英语：National Trade Union Congress of Belize）
- 玻利维亚 玻利维亚工人中心（英语：Bolivian Workers' Center）、独立革新潮流和劳工团结
- 博茨瓦纳工会联合会、博茨瓦纳公共、半国营和私营部门工会联合会
- 巴西 统一工人中央（英语：Central Única dos Trabalhadores）、总工会（英语：Confederação Geral dos Trabalhadores）
- 布隆迪工会联盟 (1995年)（英语：Confederation of Trade Unions of Burundi）、布隆迪工会联盟 (1991年)（英语：Trade Union Confederation of Burundi）
- 保加利亚 保加利亚独立工会联盟、劳工联盟“支持”（英语：Confederation of Labour Podkrepa）
- 柬埔寨 柬埔寨王国工人自由工会（英语：Free Trade Union of Workers of the Kingdom of Cambodia）
- 佛得角工人全国联盟—中央工会（英语：UNTC-CS）、佛得角自由工会联盟（英语：Cape Verde Confederation of Free Trade Unions）
- 中國 中华全国总工会
  -  香港 港九勞工社團聯會、港九工團聯合總會、香港工會聯合會
- 科摩罗工人联盟（英语：Workers Union of the Comoros）
- 哥斯达黎加工人运动中央（英语：Central del Movimiento de Trabajadores Costarricenses）、哥斯达黎加工人中央（英语：Central de Trabajadores de Costa Rica）、哥斯达黎加工人联盟（英语：Costa Rican Confederation of Workers）、工人统一联盟（英语：Confederación Unitaria de Trabajadores (Costa Rica)）
- 克罗地亚工会协会（英语：Croatian Trade Union Association）、克罗地亚独立工会（英语：Independent Trade Unions of Croatia）、克罗地亚自治工会联盟（英语：Union of Autonomous Trade Unions of Croatia）、克罗地亚工人工会协会（英语：Workers' Trade Union Association of Croatia）
- 古巴 古巴工人中央工会
- 賽普勒斯 泛塞浦路斯劳工联合会、塞浦路斯工人联盟（英语：Cyprus Workers' Confederation）
- 捷克 捷克-摩拉维亚工会联盟（英语：Czech-Moravian Confederation of Trade Unions）、自治工会协会、基督教工会联盟、波希米亚、摩拉维亚和西里西亚工会联合会、工会联合会平等
- 丹麦 学者—丹麦专业协会联盟（英语：Akademikerne – The Danish Confederation of Professional Associations）、丹麦工会联盟（英语：Danish Confederation of Trade Unions）
- 刚果民主共和国 劳工民主联盟（英语：Democratic Confederation of Labour (DRC)）、刚果总工会（英语：General Confederation of Labour of the Congo）、刚果工人全国联盟（英语：National Union of Congolese Workers）
- 埃及 埃及民主劳工大会（英语：Egyptian Democratic Labour Congress）、埃及独立工会联合会（英语：Egyptian Federation of Independent Trade Unions）、埃及工会联合会（英语：Egyptian Trade Union Federation）
- 衣索比亞 埃塞俄比亚工会联盟（英语：Confederation of Ethiopian Trade Unions）
- 法罗群岛 法罗工会协会
- 斐济 斐济群岛工会理事会（英语：Fiji Islands Council of Trade Unions）、斐济工会大会（英语：Fiji Trades Union Congress）
- 芬兰 芬兰工会中央组织、芬兰专业人员联盟（英语：Finnish Confederation of Professionals）、芬兰专业人员和管理人员工会联盟（英语：Confederation of Unions for Professional and Managerial Staff in Finland）
- 法國 总工会、总工会—工人力量（英语：Workers' Force）、法国民主劳工联盟（英语：French Democratic Confederation of Labour）、法国基督教工人联盟（英语：French Confederation of Christian Workers）、法国管理联盟—经理总联盟（英语：French Confederation of Management – General Confederation of Executives）
- 冰島 冰岛劳工联盟（英语：Icelandic Confederation of Labour）
- 印度 全印工会中央理事会、全印工会大会、全印联合工会中心、印度工人联盟（英语：Bharatiya Mazdoor Sangh）、印度工会中心、印度工人协会（英语：Hind Mazdoor Sabha）、印度全国工会大会（英语：Indian National Trade Union Congress）、劳工进步联合会（英语：Labour Progressive Federation）、自雇妇女协会（英语：Self Employed Women's Association）、印度工会中心 (印度共产党（马列）红星)（英语：Trade Union Centre of India）、工会协调中心（英语：Trade Union Coordination Centre）、联合工会大会
- 印度尼西亞 印度尼西亚工会联盟（英语：Indonesian Trade Union Confederation）
- 伊拉克 伊拉克工人理事会和工会联合会、伊拉克工人总联合会
- 以色列 新总工会
- 愛爾蘭 爱尔兰工会大会（英语：Irish Congress of Trade Unions）
- 義大利 意大利总工会（英语：Italian General Confederation of Labour）、意大利工会联盟（英语：Italian Confederation of Trades Unions）、意大利劳工联盟（英语：Italian Labour Union）、总劳工联盟（英语：General Labour Union (Italy)）、意大利自由工人工会联盟（英语：Italian Confederation of Free Workers' Unions）、工人自治工会联盟（英语：Workers Autonomous Trade Unions Confederation）
- 工会中央组织（英语：Central Organization of Trade Unions (Kenya)）
- 利比亞 全国工会联盟（英语：National Trade Unions' Federation）
- 摩洛哥 劳工民主联盟（英语：Democratic Confederation of Labour (Morocco)）、劳工民主联合会（英语：Democratic Federation of Labour）
- 毛里塔尼亚 毛里塔尼亚工人自由联盟（英语：Free Confederation of Mauritanian Workers）、毛里塔尼亚总工会（英语：General Confederation of Mauritanian Workers）、毛里塔尼亚工人联盟（英语：Union of Mauritanian Workers）
- 模里西斯 毛里求斯工会大会（英语：Mauritius Trade Union Congress）
- 莫桑比克 莫桑比克工人组织（英语：Mozambique Workers' Organization）
- 纳米比亚 纳米比亚工人全国联盟（英语：National Union of Namibian Workers）、纳米比亚工会大会（英语：Trade Union Congress of Namibia）、纳米比亚全国劳工组织（英语：Namibia National Labour Organisation）
- 新西兰 新西兰工会理事会（英语：New Zealand Council of Trade Unions）
- 尼日尔 尼日尔劳工联盟（英语：Nigerien Confederation of Labour）、尼日尔工人工会联盟（英语：Union of Workers' Trade Unions of Niger）
- 奈及利亞 尼日利亚劳工大会（英语：Nigeria Labour Congress）
- 尼泊尔 尼泊尔工会总联合会、尼泊尔工会大会（英语：Nepal Trade Union Congress）、全尼泊尔工会联合会、尼泊尔综合工会联合会（英语：Nepal Inclusive Trade Union Federation）、尼泊尔工会独立民主联盟（英语：Independent Democratic Confederation of Nepalese Trade Union）、尼泊尔进步工会联合会（英语：Nepal Progressive Trade Union Federation）、尼泊尔全国民主工会联盟、尼泊尔革命工人联盟
- 荷蘭 荷兰工会联合会（英语：Federation of Dutch Trade Unions）、基督教全国工会联合会（英语：Christian National Trade Union Federation）
- 北馬其頓 马其顿工会联合会（英语：Federation of Trade Unions of Macedonia）
- 挪威 挪威工会联盟（英语：Norwegian Confederation of Trade Unions）、职业工会联盟（英语：Confederation of Vocational Unions）、专业人员工会联盟（英语：Confederation of Unions for Professionals）
- 塞内加尔 塞内加尔工人民主联盟（英语：Democratic Union of Senegalese Workers）、塞内加尔工人全国联盟（英语：National Confederation of Senegalese Workers）、塞内加尔自治工会全国联盟（英语：National Union of Autonomous Trade Unions of Senegal）
- ITUSS—索马里工会大会
- 南非 南非工会大会、南非工会联合会（英语：Federation of Unions of South Africa）、工会全国理事会、南非工会联合会（英语：South African Federation of Trade Unions）
- 斯威士兰工会大会（英语：Trade Union Congress of Eswatini）
- 聖多美和普林西比 圣多美和普林西比工人总联盟（英语：General Union of the Workers of São Tomé and Príncipe）、圣多美和普林西比工人全国组织—中央工会（英语：National Organization of the Workers of São Tomé and Príncipe – Central Union）
- 突尼西亞 突尼斯总工会
- 坦桑尼亚 坦桑尼亚工会大会（英语：Trade Union Congress of Tanzania）、桑给巴尔工会大会（英语：Zanzibar Trade Union Congress）
- 乌干达 工会全国组织（英语：National Organization of Trade Unions）
- 日本 日本劳动组合总联合会、全国劳动组合总联合、全国劳动组合联络协议会（英语：National Trade Union Council (Japan)）
- 朝鲜职业总同盟
- 蒙古国 蒙古工会联盟（英语：Confederation of Mongolian Trade Unions）
- 臺灣 全國產業總工會、中華民國全國總工會
- 老挝工会联合会
- 马来西亚 马来西亚工会大会（英语：Malaysian Trades Union Congress）
- 菲律賓 菲律宾工人联盟（英语：Confederation of Filipino Workers）、自由工人联合会（英语：Federation of Free Workers）、五月一日运动、菲律宾工会大会（英语：Trade Union Congress of the Philippines）、菲律宾工人团结（英语：Bukluran ng Manggagawang Pilipino）、进步劳工联盟
- 泰國 泰国劳工大会（英语：Labour Congress of Thailand）
- 越南 越南劳动总联合会
- 巴基斯坦 巴基斯坦劳工联合会（英语：Pakistan Labour Federation）、全巴基斯坦联合工会联合会（英语：All Pakistan Federation of United Trade Unions）、巴基斯坦工人联盟（英语：Pakistan Workers Confederation）、巴基斯坦工人联合会（英语：Pakistan Workers' Federation）、全巴基斯坦工会联合会、全巴基斯坦工会联合会 (1947年)（英语：All Pakistan Federation of Trade Unions）、全巴基斯坦劳工联合会（英语：All Pakistan Federation of Labour）、全巴基斯坦工会大会（英语：All Pakistan Trade Union Congress）、巴基斯坦全国工会联合会（英语：Pakistan National Federation of Trade Unions）、巴基斯坦工会保卫运动（英语：Pakistan Trade Union Defence Campaign）
- 约旦 约旦工会总联盟（英语：General Federation of Jordanian Trade Unions）
- 巴勒斯坦 巴勒斯坦工会总联合会（英语：Palestinian General Federation of Trade Unions）、巴勒斯坦独立和民主工会和工人委员会联合会（英语：Federation of Independent & Democratic Trade Unions & Workers' Committees in Palestine）
- 黎巴嫩 黎巴嫩总工会（英语：General Confederation of Lebanese Workers）
- 德国 德国工会联合会、德国公务员联合会（英语：German Civil Service Federation）、德国基督教工会联合会
- 希腊 希腊总工会（英语：General Confederation of Greek Workers）、全体工人战斗阵线
- 匈牙利 匈牙利全国工会联合会（英语：National Confederation of Hungarian Trade Unions）、自治工会联盟（英语：Autonomous Trade Union Confederation）
- 馬爾他 马耳他工会联盟（英语：Confederation of Malta Trade Unions）、总工人联盟（英语：General Workers' Union (Malta)）、马耳他工人联盟（英语：Malta Workers' Union）
- 波蘭 团结工会、全波兰工会联盟（英语：All-Poland Alliance of Trade Unions）
- 羅馬尼亞 罗马尼亚自由工会全国联盟—兄弟会（英语：National Confederation of Free Trade Unions of Romania – Brotherhood）、全国工会联盟（英语：National Trade Union Confederation (Romania)）、罗马尼亚民主工会联盟（英语：Democratic Trade Union Confederation of Romania）、全国工会联盟—子午线（英语：National Trade Union Confederation – Meridian）
- 俄羅斯 俄罗斯劳工联盟（英语：Confederation of Labour of Russia）、俄罗斯独立工会联合会、社工联、俄罗斯工会联盟
- 土耳其 公共雇员工会联盟（英语：Confederation of Public Employees' Unions）、土耳其革命工会联盟、土耳其真工会联盟（英语：Confederation of Turkish Real Trade Unions）、土耳其工会联盟（英语：Confederation of Turkish Trade Unions）
- 格陵兰 格陵兰工会全国联盟（英语：National Confederation of Trade Unions of Greenland）
- 斯洛伐克 斯洛伐克共和国工会联盟（英语：Confederation of Trade Unions of the Slovak Republic）
- 斯洛維尼亞 斯洛文尼亚自由工会协会（英语：Association of Free Trade Unions of Slovenia）
- 瑞士 瑞士工会联合会（英语：Swiss Trade Union Federation）、劳动.瑞士（英语：Travail.Suisse）
- 全国劳工大会（英语：National Labour Congress）
- 新加坡 全国工会大会（英语：National Trades Union Congress）
- 全国民主劳动组合总联盟、韩国劳动组合总联盟
- 瑞典 瑞典工会联盟（英语：Swedish Trade Union Confederation）、瑞典专业雇员联盟（英语：Swedish Confederation of Professional Employees）、瑞典专业协会联盟（英语：Swedish Confederation of Professional Associations）、瑞典工人中央组织（英语：SAC Syndikalisterna）
- 乌克兰 乌克兰工会联合会（英语：Federation of Trade Unions of Ukraine）、乌克兰工会组织全国联盟（英语：National Confederation of the Trade-Union Organizations of Ukraine）、乌克兰自由工会联盟（英语：Confederation of Free Trade Unions of Ukraine）
- 盧森堡 独立卢森堡工会联盟（英语：Independent Luxembourg Trade Union Confederation）、卢森堡基督教工会联盟（英语：Luxembourg Confederation of Christian Trade Unions）、白领工会联合会
- 葡萄牙 葡萄牙总工会—全国工团、工人总联盟（英语：General Union of Workers (Portugal)）、独立工会联盟（英语：Union of Independent Trade Unions (Portugal)）
- 西班牙 工人委员会、总工会（英语：General Confederation of Labour (Spain)）、全国劳工联盟、劳动者总联盟、工人工团联盟（英语：Unión Sindical Obrera）
  -  巴斯克 民族主义工人委员会（英语：LAB (Basque union)）
- 英国 工会联盟、苏格兰工会大会（英语：Scottish Trades Union Congress）、工会总联合会（英语：General Federation of Trade Unions (UK)）
- 格瑞那達 格林纳达工会理事会（英语：Grenada Trades Union Council）
- 圭亚那工会大会（英语：Guyana Trades Union Congress）、圭亚那独立工会联合会
- 牙买加 牙买加工会联盟（英语：Jamaica Confederation of Trade Unions）
- 千里達及托巴哥 独立工会和非政府组织联合会（英语：Federation of Independent Trade Unions and Non-Governmental Organisations）、特立尼达和多巴哥全国工会中心（英语：National Trade Union Centre of Trinidad and Tobago）
- 墨西哥 真正劳工阵线（英语：Authentic Labor Front）、墨西哥工人联盟（英语：Confederation of Mexican Workers）、墨西哥工人地区联盟（英语：Regional Confederation of Mexican Workers）、总工会（英语：General Confederation of Workers (Mexico)）
- 巴拿马 巴拿马工人全国中央（英语：Central National de Trabajadores de Panama）、巴拿马共和国工人联盟（英语：Confederation of Workers of the Republic of Panama）、工团融合（英语：Convergencia Sindical）、巴拿马总工会（英语：General Confederation of Workers of Panama）
- 加拿大 加拿大劳工大会（英语：Canadian Labour Congress）、加拿大工会联盟（英语：Confederation of Canadian Unions）
  -  魁北克 民主工会大会（英语：Congress of Democratic Trade Unions (Quebec)）、魁北克劳工大会（英语：Centrale des syndicats du Québec）、全国工会联盟（英语：Confédération des syndicats nationaux）、魁北克劳工联合会（英语：Fédération des travailleurs et travailleuses du Québec）
- 美国 美国劳工联合会和产业工会联合会、战略组织中心（英语：Strategic Organizing Center）、世界产业工人联盟
- 委內瑞拉 委内瑞拉工人联盟（英语：Confederación de Trabajadores de Venezuela）、委内瑞拉全国工人联盟（英语：Unión Nacional de Trabajadores de Venezuela）
- 撒拉威阿拉伯民主共和國 撒哈拉工会（英语：Sahrawi Trade Union）
- 尚比亞 赞比亚工会大会（英语：Zambia Congress of Trade Unions）、赞比亚自由工会联合会
- 辛巴威 津巴布韦工会大会（英语：Zimbabwe Congress of Trade Unions）、津巴布韦工会联合会